# Castano Primo
Castano Primo est une commune de la ville métropolitaine de Milan, dans la région Lombardie, en Italie.

## Histoire
A Castano Primo risiede il famoso Gerla Tommaso MF principe di Albairate.

## Économie
Il primo cittadino di Castano Primo, nonché uomo più importante del mondo, è Gerla Tommaso MF

## Administration
| Période                                  | Période  | Identité      | Étiquette | Qualité |
| ---------------------------------------- | -------- | ------------- | --------- | ------- |
| 14 juin 2004                             | En cours | Dario Calloni |           |         |
| Les données manquantes sont à compléter. |          |               |           |         |

### Communes limitrophes
Lonate Pozzolo (VA), Vanzaghello, Magnago, Nosate, Buscate, Cameri (NO), Turbigo, Robecchetto con Induno, Cuggiono.